# Elijah Moore
Elijah Moore (Sunrise, 27 marzo 2000) è un giocatore di football americano statunitense che milita nel ruolo di wide receiver per i Buffalo Bills della National Football League (NFL).

## Carriera

### New York Jets
Moore al college giocò a football a Ole Miss dove fu premiato come All-American. Fu scelto nel corso del secondo giro (34º assoluto) del Draft NFL 2021 dai New York Jets. Debuttò come professionista scendendo in campo nella gara del primo turno contro i Carolina Panthers ricevendo un passaggio. Nell'undicesimo turno ricevette 8 passaggi per 141 yard e un touchdown, venendo premiato come rookie della settimana. La sua prima stagione si chiuse con 43 ricezioni per 538 yard e 5 marcature in 11 presenze, 6 delle quali come titolare.

### Cleveland Browns
Il 22 marzo 2023 Moore e una scelta del terzo giro furono scambiati con i Cleveland Browns per una scelta del secondo giro.

## Palmarès
- Rookie della settimana: 1

11ª del 2021